# Дольські

Герб роду Дольських

Дольські (інколи Дульські) — княжий рід власного гербу, Рюриковичі, імовірно, походили з турово-пінських князів. Родове прізвище походить від назви маєтності — Дольськ (на Волині, давній Пінський повіт).

## Особи
- Андрій, згаданий у 1488 році

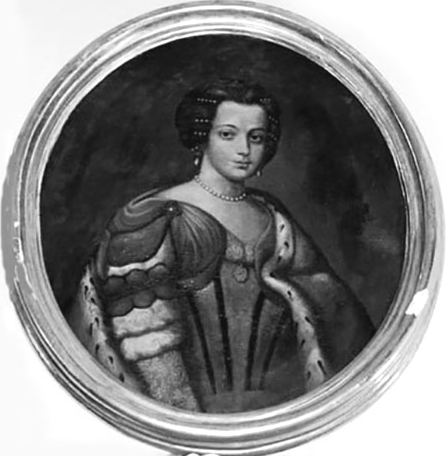
Анна Ходоровська-Дольська

- Ілля, у 1530 році мав справу з князем Козекою, дружиною була Любка (батько — Михайло Вазгірд)
- Прокоп — суддя гродський волковиський у 1564

- Роман
  - Михайло — берестейський каштелян
  - Беата — родичка Костянтина Василя Острозького, перша дружина Івана Соломерецького. Імовірно в день свого весілля (1577) підняла бойових дух під час оборони Дубенського замку[1] від татар, тепер одна з веж носить назву "Беата[2]".
  - Прокоп — суддя земський вовковиський у 1609, дружина — Марина Матвіївна Клочко
    - Андрій — королівський секретар, дружина Нарушевич, донька жмудського каштеляна
    - Христофор (Криштоф) — пінський підкоморій
    - Микола — хорунжий пінський
      - Ян Кароль (1637—1695) — державний діяч Великого Князівства Литовського, дружини: Ельжбета Остроруг (донька рогатинського старости), Анна з Ходоровських (вдова белзького воєводи князя Костянтина Вишневецького), з ними мали багато дітей, однак до повноліття дожила тільки одна донька
        - Катерина — дочка з першого шлюбу, чоловік князь Михайло Сервацій Вишневецький[3]